# Milorad Peković
Milorad Peković (* 5. August 1977 in Nikšić, Jugoslawien) ist ein ehemaliger montenegrinischer Fußballspieler und heutiger Trainer.

## Spielerkarriere

### Verein
Peković begann seine Karriere beim FK Obilić. 1992 wechselte er zum OFK Belgrad, bei dem er ab 1995 zum Profikader gehörte. 1999 wechselte er zum FK Partizan Belgrad, kehrte im Winter 2000/01 aber zurück zum OFK Belgrad, bei dem er weitere 18 Monate blieb. Zur Saison 2002/03 wechselte er zu Eintracht Trier. Nach dem Abstieg von Eintracht Trier in die Regionalliga wechselte er zur Saison 2005/06 zum 1. FSV Mainz 05, bei dem er einen bis 2010 laufenden Vertrag hatte. Am 19. Januar 2010 wechselte er zum damaligen Zweitligisten SpVgg Greuther Fürth. Sein zum 30. Juni 2013 auslaufender Vertrag bei den Mittelfranken wurde nicht verlängert. 2013 unterschrieb er für zwei Jahre beim Drittligisten Hansa Rostock. Nach 24 Spielen, in denen er ein Tor erzielt hatte, löste er den Vertrag nach einem Jahr vorzeitig auf, da der neue Trainer Peter Vollmann vermehrt auf jüngere Spieler setzte. Im Sommer 2014 unterschrieb Peković einen Einjahresvertrag beim Südwest-Regionalligisten Eintracht Trier, für den er schon von 2002 bis 2005 gespielt hatte. Nach der Saison 2014/15 beendete er seine Karriere.

### Nationalmannschaft
Am 12. September 2007 debütierte Peković beim Spiel gegen Schweden in der montenegrinischen A-Nationalmannschaft. Bis 2013 bestritt er insgesamt 34 Länderspiele und beendete nach der verpassten Qualifikation zur Weltmeisterschaft 2014 seine Karriere im Nationalteam.

## Trainerkarriere
Am 31. Juli 2020 übernahm Peković für eine Spielzeit als Cheftrainer den montenegrinischen Erstligisten FK Podgorica. Anschließend arbeitete er jeweils ein Jahr als Co-Trainer für die beiden Vereine FK Čukarički sowie ZSKA Sofia. Zur Saison 2023/24 übernahm er dann den heimischen Erstligisten FK Dečić Tuzi und führte ihn zur ersten Meisterschaft der Vereinsgeschichte. Im Oktober 2024 verließ er den Verein.
Anfang Mai 2025 kehrte Peković zur SpVgg Greuther Fürth zurück und wurde Co-Trainer des ebenfalls neu einstellen Cheftrainers Thomas Kleine, mit dem er von 2010 bis 2013 in Fürth zusammengespielt hatte.

## Erfolge
Als Spieler
- Aufstieg in die Bundesliga (2): 2009 (1. FSV Mainz 05), 2012 (SpVgg Greuther Fürth)
  - als Meister der 2. Bundesliga: 2012
- Jugoslawischer Pokalsieger: 2001 (Partizan Belgrad)

Als Trainer
- Montenegrinischer Meister: 2024 (FK Dečić Tuzi)